# Salonul Auto de la Paris 2022
Ediția din 2022 a Salonului Auto de la Paris (în franceză Mondial de l'automobile de Paris sau Mondial de l'Auto) este un salon auto internațional, care are loc în perioada 17-23 octombrie 2022 la Parc des expositions de la Porte de Versailles, în Paris. Anul acesta face parte din Paris Automotive Week, reunind Salonul Auto și târgul comercial Equip Auto.
Afișul pentru ediția din 2022 a fost prezentat în luna martie a aceluiași an. Acesta are culori vii care, potrivit organizației, reprezintă "un vânt de optimism, cu o nouă viziune asupra automobilului". Sloganul este "Revolution is on" ("Revoluția a început").
Desfășurat pe parcursul unei singure săptămâni, numărul de spectatori este în cădere liberă, cu 397.812 intrări plătite, în timp ce edițiile anterioare au depășit un milion de intrări.
Este, de asemenea, ediția cea mai criticată de presă și de public, prin absența multor producători, unde se numără mai repede cei prezenți decât cei absenți, și prin suprafața redusă dedicată automobilelor, cu doar 3 săli de expoziție, dar fără istorica Hall 1.
Cu toate acestea, organizatorul evenimentului plănuiește o ediție în 2024, cu mai mulți producători și pe o perioadă de două săptămâni.

## Expozanți
Expoziția este prezentată în halele 3, 4 și 6 din Parc des expositions din Paris.
La această ediție au fost prezenți puțini producători. 
Producători prezenți în acest an:
- Alpine
- BYD
- Dacia
- DS Automobiles
- Fisker Inc.
- Hopium
- Jeep
- MG
- Micro Mobility Systems
- Mobilize
- NamX
- Ora
- Peugeot
- Renault
- Seres
- Smart
- Tesla
- Vinfast

Producători absenți în acest an:
- Abarth
- Alfa Romeo
- Aston Martin
- Audi
- Bentley
- BMW
- Citroën
- Cupra
- Ferrari
- Ford
- Honda
- Hyundai
- Infiniti
- Isuzu
- Jaguar
- Kia
- Land Rover
- Lamborghini
- Lexus
- Lotus
- Maserati
- Mercedes-Benz
- Mini
- Porsche
- Rolls-Royce
- SEAT
- Škoda
- Volkswagen
- Volvo

## Vehicule expuse

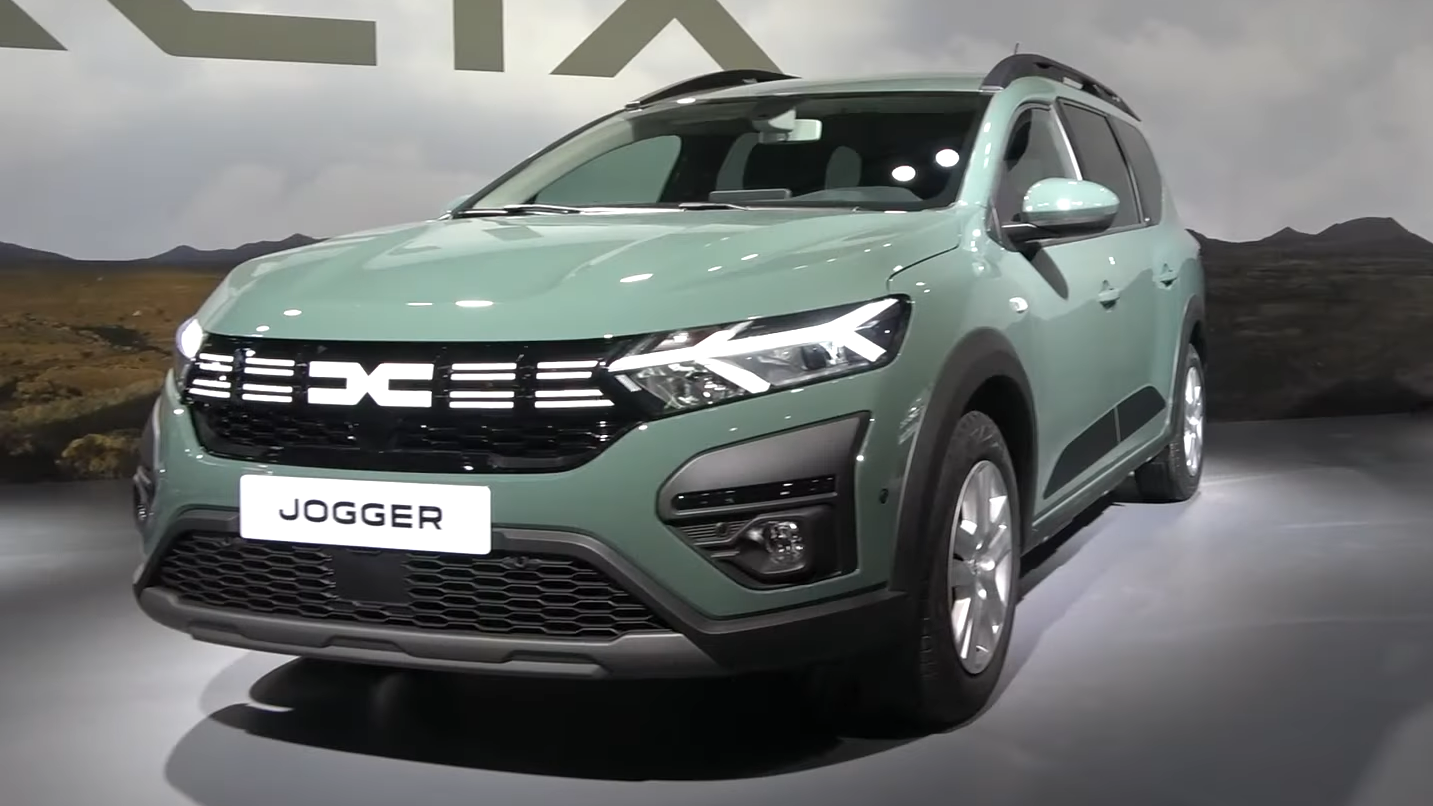
La această ediție a fost prezentată gama Dacia cu noul logo al mărcii. Aici, Dacia Jogger.

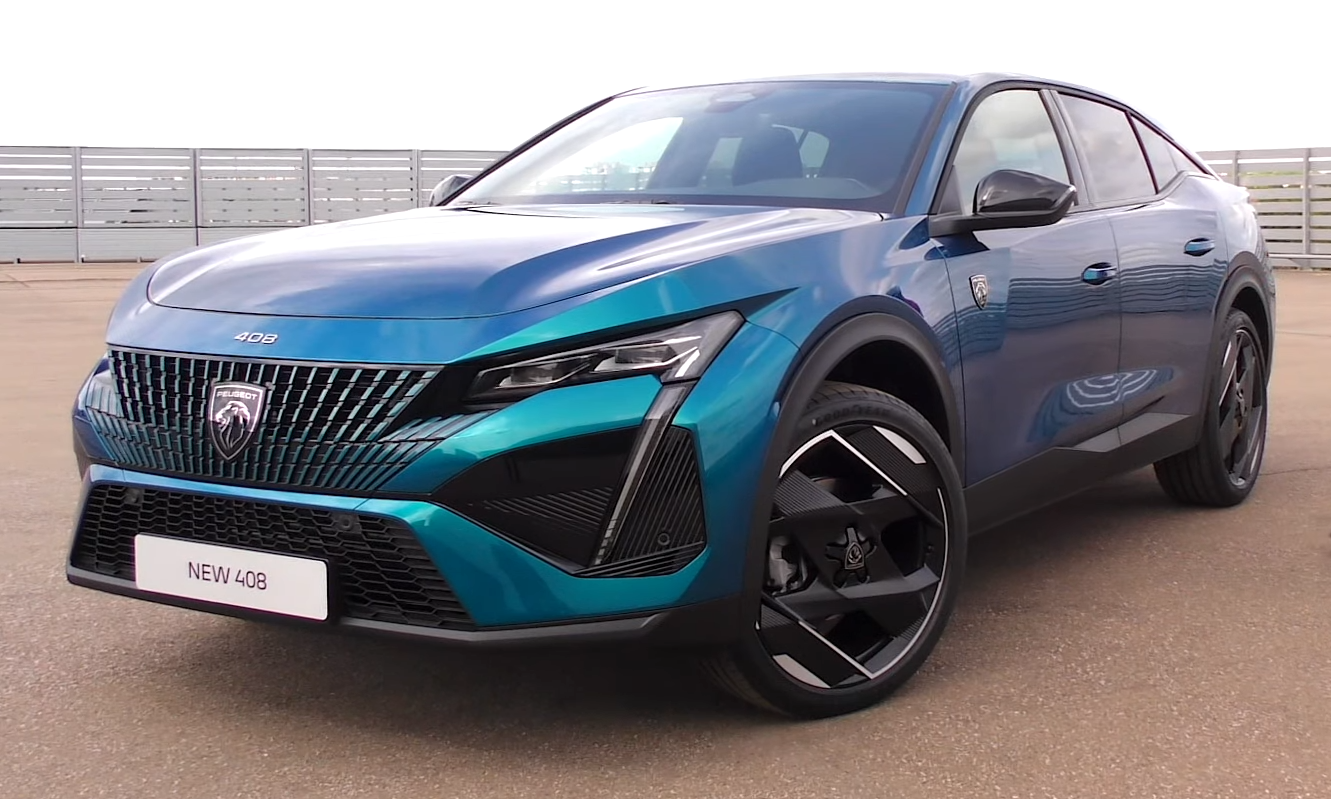
Peugeot 408

### Noutăți

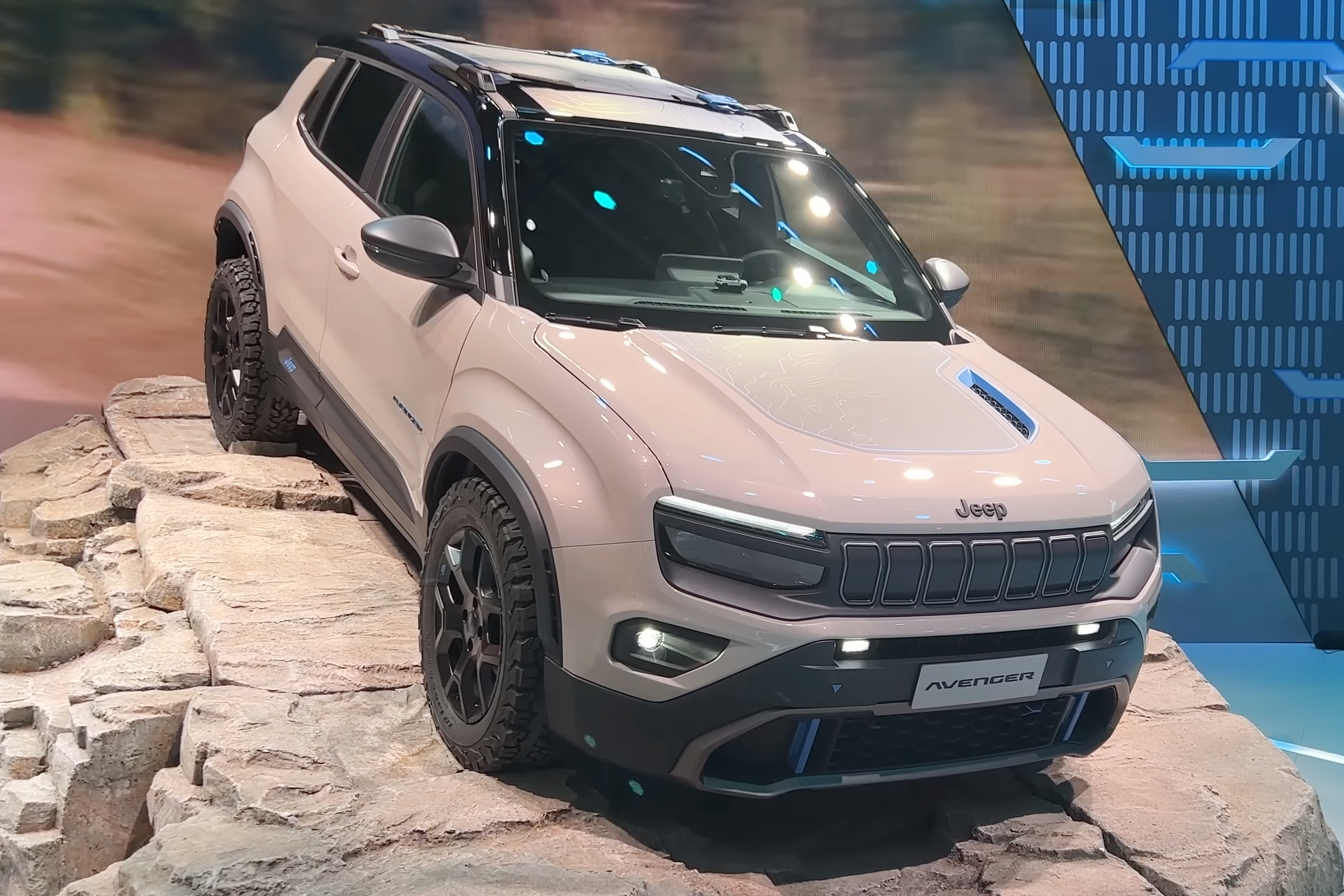
Jeep Avenger 4xe

- Alpine A110 - refresh[6]
- BYD Atto 3
- BYD Tang
- BYD Han
- Dacia Spring - refresh[7]
- Dacia Sandero - refresh
- Dacia Sandero Stepway - refresh
- Dacia Jogger - refresh
- Dacia Duster - refresh
- DS 7 - refresh
- DS 3
- Fisker Ocean
- Ora Good Cat
- Hopium Machina
- Jeep Avenger[8]
- NamX HUV
- Peugeot 408
- Renault Austral

### Concepte
- 1000tipla Vilebrequin (Fiat Multipla)

- Alpine Alpenglow
- Hopium Māchina Vision
- Jeep Avenger 4xe
- NamX HUV
- Peugeot 9X8
- Renault 4Ever Trophy
- Renault R5 Turbo 3E
- Renault Scénic Vision